# Отделение № 3 совхоза Российский
Отделе́ние № 3 совхо́за «Росси́йский», населённый пункт отделение № 3 — населённый пункт в Марьяновском районе Омской области России, в составе Москаленского сельского поселения.

## Физико-географическая характеристика
Посёлок находится в лесостепи в пределах Ишимской равнины, являющейся частью Западно-Сибирской равнины. Посёлок окружён осиново-берёзовыми колками. Гидрографическая сеть не развита: реки и озёра отсутствуют. В окрестностях населённого пункта распространены чернозёмы языковатые обыкновенные.
Протяжённость дорог до административных центров
По автомобильным дорогам расстояние до областного центра города Омск составляет 90-96 км (в зависимости от выбранного пути), до районного центра посёлка Марьяновка — 39 км, до административного центра сельского поселения посёлка Москаленский — 12 км.

## История
Населённый пункт основан на месте стоянки кочевого населения Кожубек, задолго до революции 1917 года. Название «Кожубек» происходит от фамилии основателя кочевого поселения. После переселения кочевников, на место стоянки Кожубек, постепенно стекается этнос, населявший ближайшие окрестности Кожубека. Затем, в годы сталинских репрессий появились первые переселенцы: немцы, русские, украинцы, латыши и калмыки. Состав населения начинает смешиваться и приобретает многонациональный характер.
В годы Великой Отечественной войны, Кожубек решено было переименовать в Отрадное, в память об уничтоженной фашистами деревни, на западной части страны.
В 1960-е годы Отрадное стало отделением совхоза «Москаленский».
Название
В соответствии с Постановлением Правительства РФ от 29.12.1991 № 86, Указом Президента РФ от 27.12.1992 и Постановлением главы администрации Марьяновского района № 464 от 30.12.1992 совхоз «Российский» был реорганизован.
Таким образом, в официальных документах («Законе об Омской области» и «О бюджете Москаленского сельского поселения»), встречаются два наименования: «Отделение № 3 совхоза Российский» и «Отрадное».
По словам старожилов деревни, Отрадное получило порядковый номер «3», так как деревня заняла третье место в сборе урожая зерновых культур.
При существовании «совхоза Российский», среди комбайнеров, ежегодно проводились соревнования по количеству убранных посевных площадей. По результатам этих соревнований, комбайнеры получали хорошие премии, а нередко даже право на получение автомобиля.

## Население
| 2010 |
| ---- |
| 412  |

Гендерный состав
По данным Всероссийской переписи населения 2010 года в гендерной структуре населения из 412 человек мужчин — 195, женщин — 217	(47,3 и 52,7 % соответственно)
.

## Инфраструктура
Школа и образование

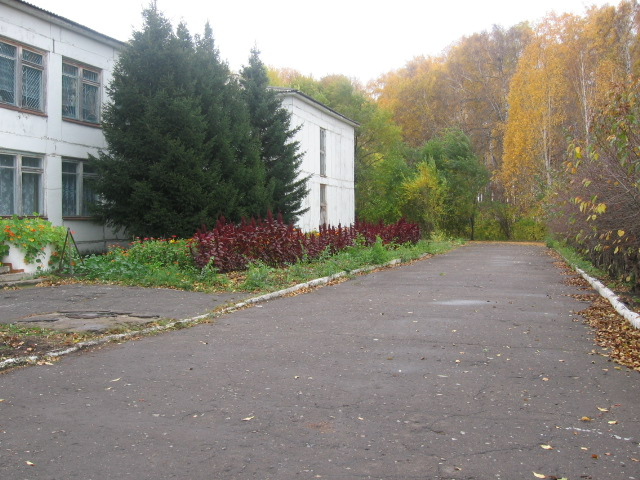
Вид Отраднинской школы с фасада здания

Самая первая школа в Отрадном была небольшая, саманная с печным отоплением. В 1984 году была построена новая двухэтажная школа, отвечающая современным требованиям.
Планы реализации водоснабжения и газификации
На данный момент, в Отрадном отсутствует система водоснабжения. Однако в ближайшей перспективе (2020—2024 гг.) планируется провести водопровод.

## Галерея

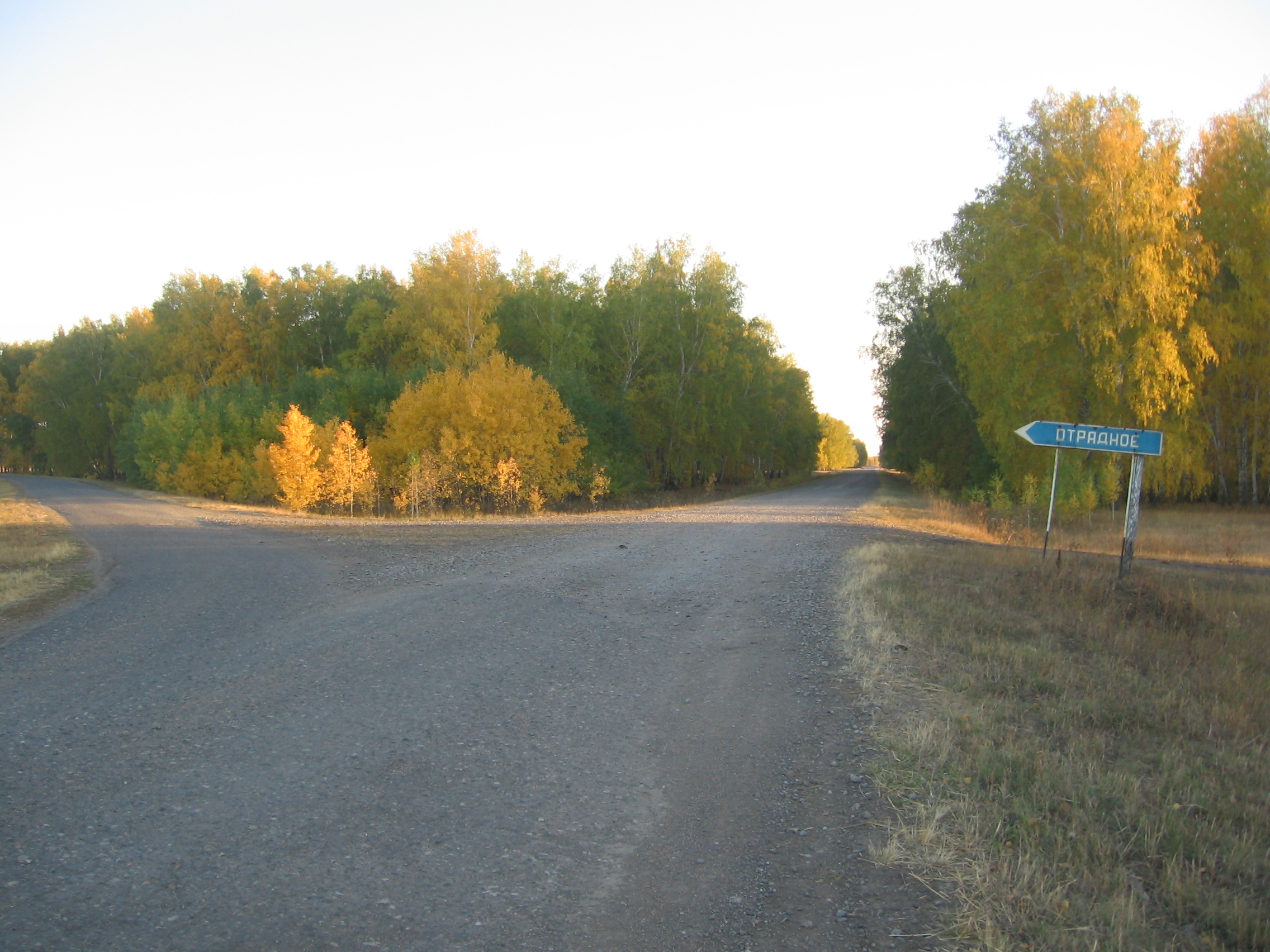
Дорожный указатель при въезде в Отрадное. Фото 2010 года
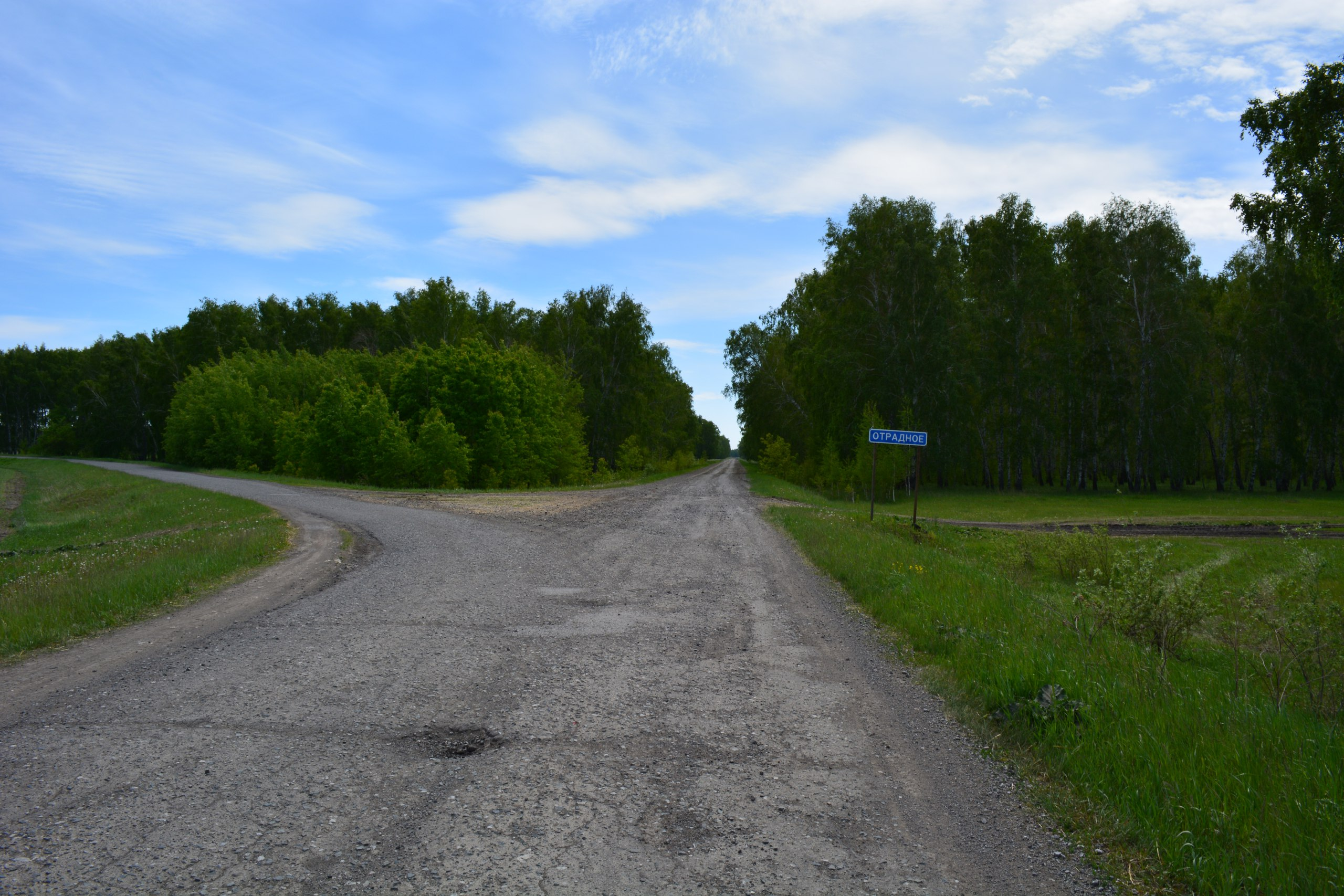
Дорожный указатель, установленный дорожными службами в 2013 году, вместо пришедшего в негодность старого указателя
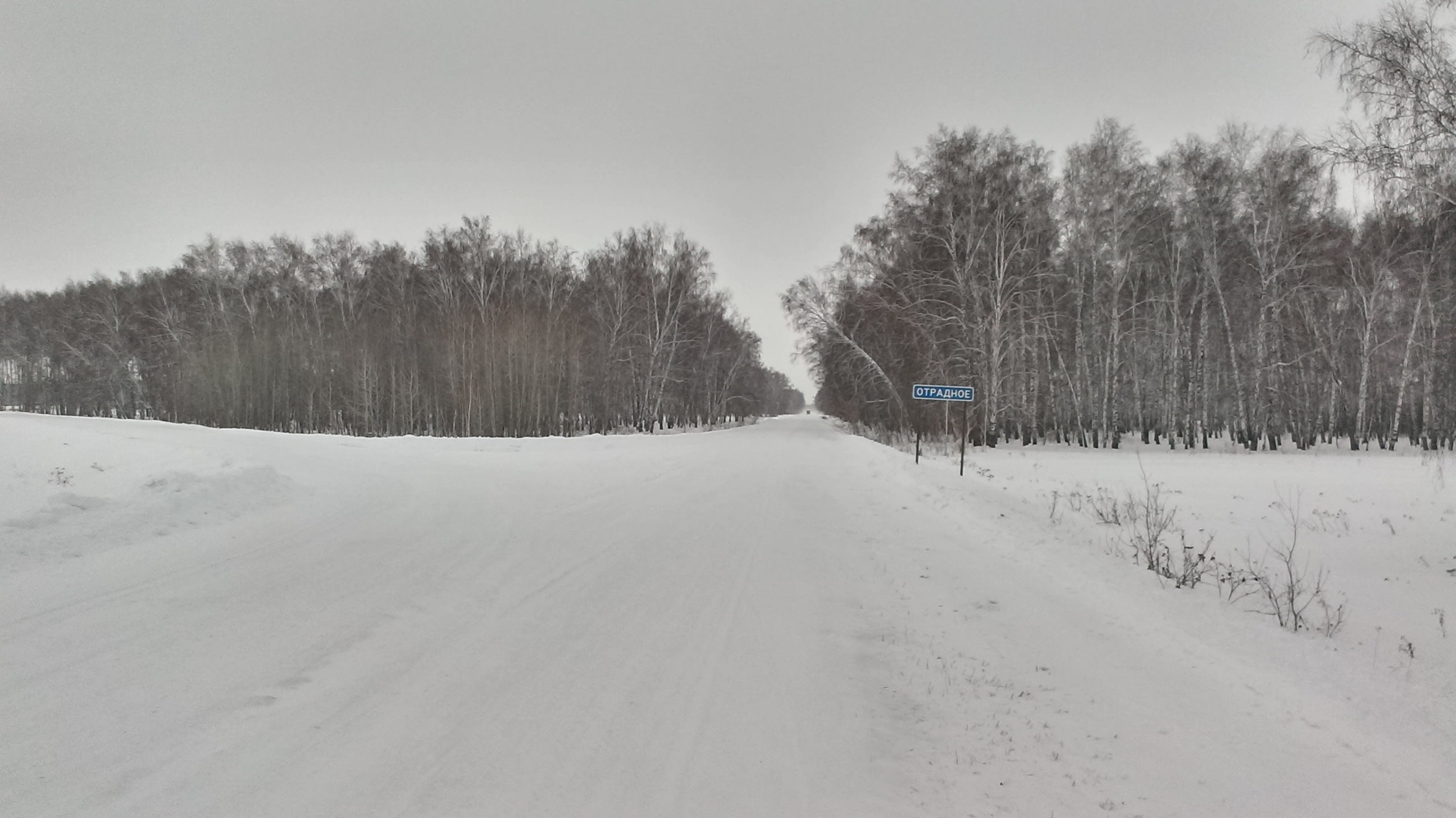
Дорожный указатель на Отрадное. Фото зимы 2014 года. Фото с геотегами
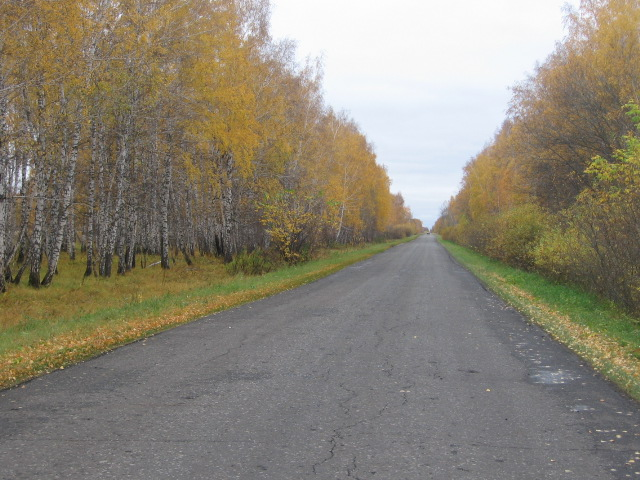
Дорожная аллея по пути в Отрадное (Между Российским и Нейдорфом)
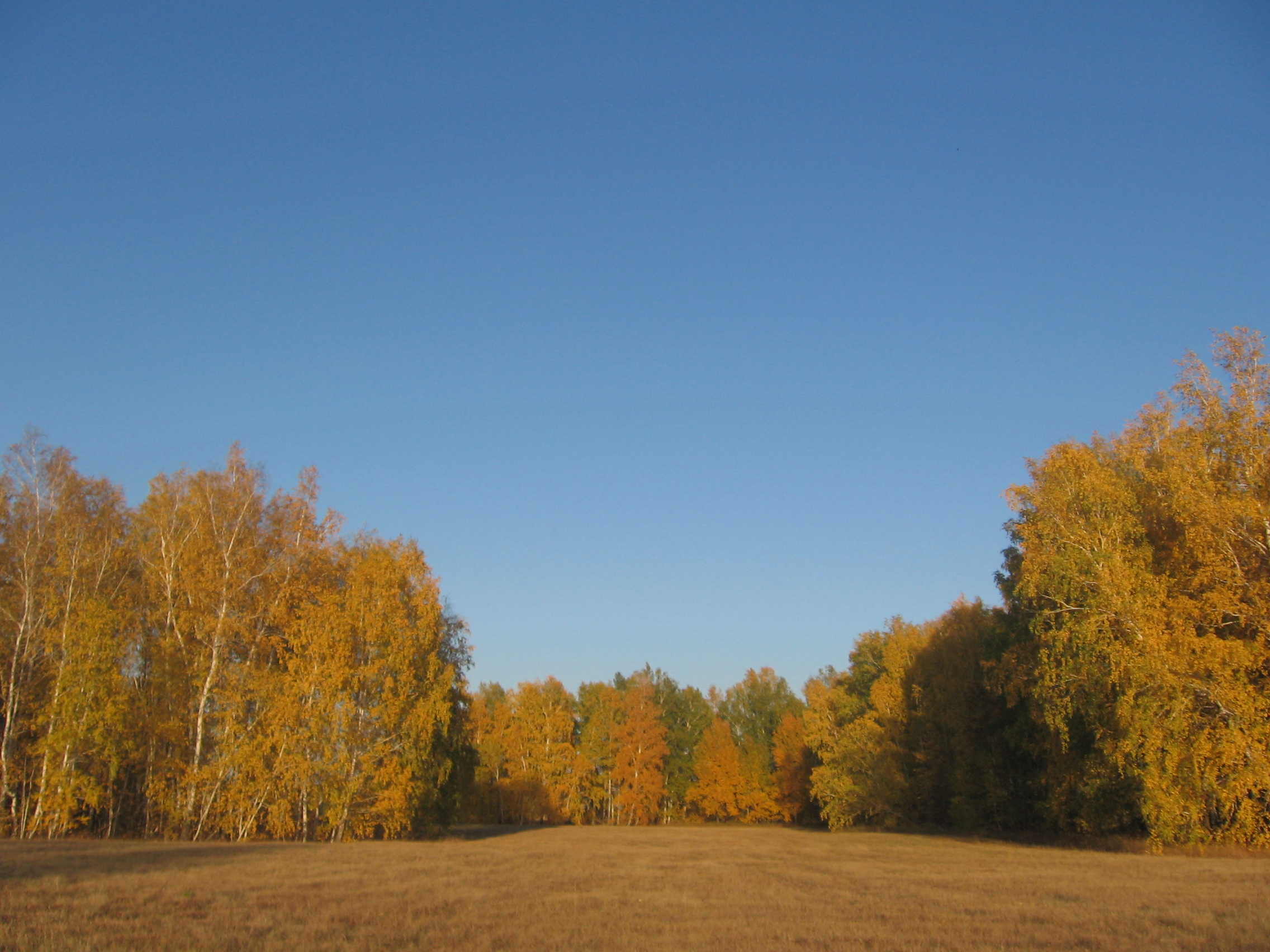
Природа в Отрадном. Фото сделано на «Птичнике»
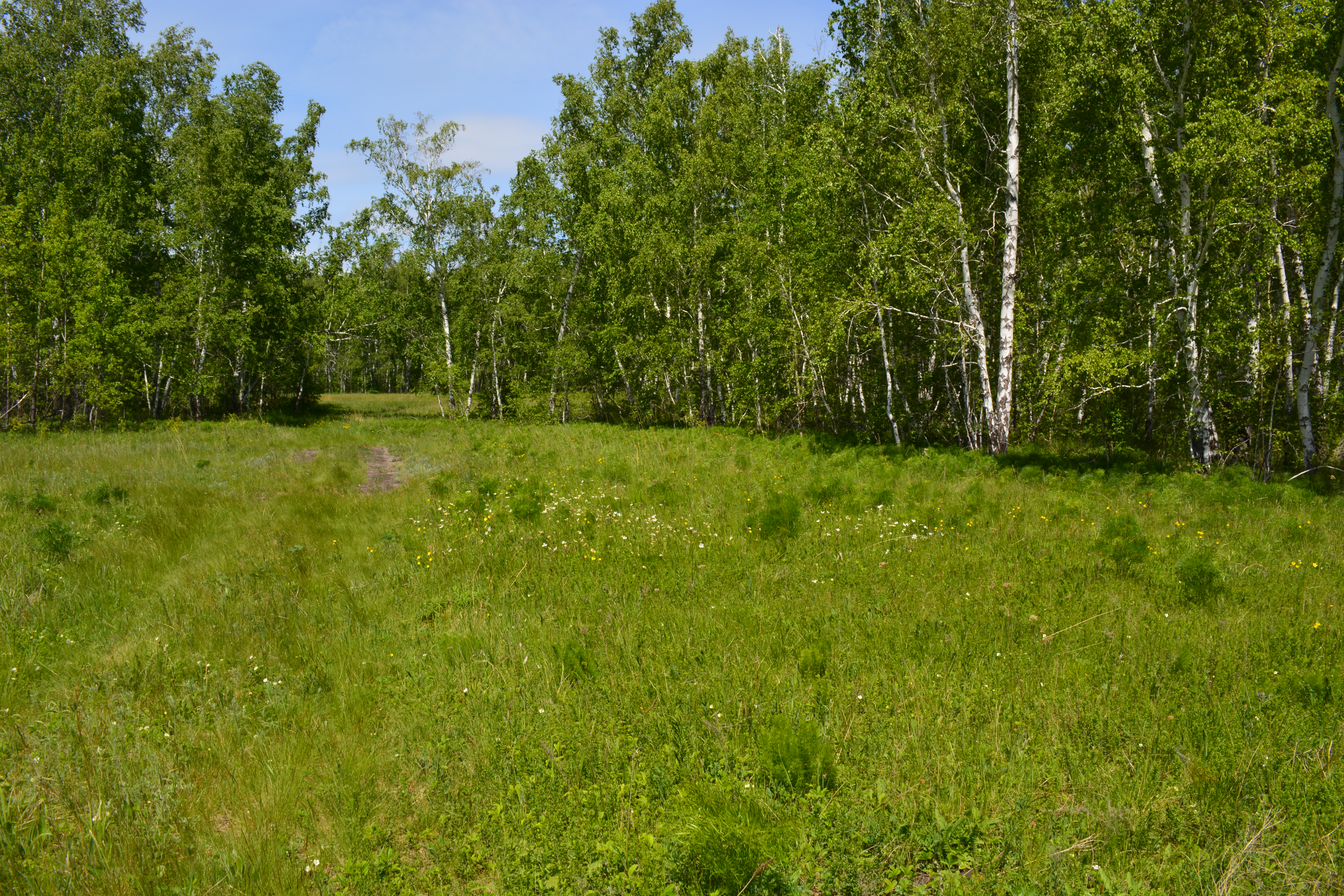
Природа Отрадного летом 2014 года. Фото сделано на «Птичнике»